# Cis comptus
Cis comptus es una especie de coleóptero de la familia Ciidae.

## Distribución geográfica
Habita en Eurasia y el norte de África.